# 토론토 메트로폴리탄 대학교
토론토 메트로폴리탄 대학교는 캐나다 온타리오주 토론토 도심에 위치한 공립 대학교이다. 캠퍼스가 위치한 영-던다스 광장은 토론토에서 가장 복잡한 지역 중 하나이다. 라이어슨 대학교는 응용학문과 직업교육에 초점을 맞추고 있다. 라이어슨 대학교의 경영대학인 테드 로저스 경영대학은 경영 전공 학부로는 캐나다에서 가장 규모가 크다. 학부생은 33,000명 이상이고, 대학원생은 2,300명 이상이다. 또한 평생교육원에도 65,000명 이상의 학생이 재학 중이다.